# Adriano Vieira Louzada
Adriano Vieira Louzada (* 3. Januar 1979 in Rio Branco), kurz Adriano, ist ein ehemaliger brasilianischer Fußballspieler.

## Karriere
Seine ersten Profieinsätze hatte Adriano 1997 mit Associação Portuguesa de Desportos. Von dort wechselte er 1999 zu Palmeiras São Paulo. Dort gelang ihm der Durchbruch und er wechselte nach Portugal, zu Nacional Funchal. Bei Nacional erlebte der Stürmer zwei wenig erfolgreiche Jahre, in denen er häufig nur auf der Ersatzbank saß. Deswegen ging er 2004 wieder zurück nach Brasilien, diesmal zu Cruzeiro Belo Horizonte. Bei dem Klub fand er wieder zu alter Stärke und wurde mit Cruzeiro direkt Meister. Nach der Saison versuchte er nochmal sein Glück in Portugal. Er wurde für ein Jahr zum FC Porto verliehen. Nach einer recht erfolgreichen Saison (Meister 2006) zog Porto die vorher verhandelte Kaufoption von 1,2 Mio. € und verpflichtete Adriano fest. Im Sommer 2009 wechselte er ablösefrei zu Sporting Braga. Nachdem sein Vertrag dort ein Jahr später ausgelaufen war, kehrte er nach Brasilien zu Sport Recife zurück. Bereits im Januar 2011 verließ er den Club wieder und spielte in der Folge für EC Santo André. Sein Vertrag dort lief im Mai 2011 aus. Danach war er zwei Jahre für UD Oliveirense aktiv und wechselte 2013 zu Grêmio Barueri. Bis 2020 spielte er weiterhin bei unterklassigen Klubs seiner Heimat, dann beendete er seine aktive Laufbahn.

## Erfolge
SE Palmeiras
- Torneio Rio-São Paulo: 2000
- Copa dos Campeões: 2000

FC Porto
- Portugiesischer Meister: 2006, 2007, 2008
- Portugiesischer Pokalsieger: 2006
- Portugiesischer Supercupsieger: 2006